# Kistölgyes
Kistölgyes (1899-ig Dubrava, szlovákul: Dúbrava, ukránul: Dubrava) község Szlovákiában, az Eperjesi kerület Szinnai járásában.

## Fekvése
Szinnától 29 km-re délkeletre, az ukrán határ mellett fekszik.

## Története
A falut a 16. század közepén a vlach jog alapján telepítették be ruszin pásztorokkal. 1548-ban említik először.
A 18. század végén Vályi András így ír róla: „DUBRAVA. vagy Dubrova. Elegyes orosz falu Zemplén Vármegyében, földes Urai több Uraságok, lakosai katolikusok, és ó hitűek, fekszik a’ Nagy Mihályi járásban, Butkához nem meszsze, ’s ennek filiája, határja nem igen termékeny, szénát mindazonáltal jót hoz, legelője elegendő, fája tűzre, és épűletre, malma helyben, eladásra jó alkalmatossága Ungváron, kapával is kereshetnek, harmadik Osztálybéli.”
Fényes Elek 1851-ben kiadott geográfiai szótárában így ír a faluról: „Dubrava, Zemplén v. orosz falu, Szinna fil. 308 g. kath., 15 zsidó lak. 497 h. szántófölddel, erdővel. Ut. p. N. Mihály.”
Borovszky Samu monográfiasorozatának Zemplén vármegyét tárgyaló része szerint: „Kistölgyes, azelőtt Dubrava. Ung határszéli ruthén kisközség 47 házzal és 283, nagyobb részben gör. kath. vallású lakossal. Postája Ugar, távírója és vasúti állomása Kisberezna. Hajdan Drugeth-birtok volt. Újabbkori birtokosai a gróf Van Dernáth, azután a báró Vécsey család, majd gróf Schmiddegh Ferencz voltak, gróf Schmiddegh 1820-tól zálogjogon volt a birtokosa, mely jog utóbb vejére, gróf Nádasdy Ferenczre szállott, kitől a birtokot 1846-ban herczeg Lobkowitz Lajos megvásárolta s most a fiáé, herczeg Lobkowitz Rudolfé. Gróf Van Dernát itt földszintes vadászlakot építtetett, melyet herczeg Lobkowitz Lajos emelettel megtoldva, vadászkastélylyá alakított át. A kastélyban csupa magyar művekből álló, több mint 500 kötetes könyvtár van, melynek könyveit a herczeg, őszi itt tartózkodása alkalmával, állandóan olvasgatja. A herczeg három plébánia kegyura s ezenkívül négy filiális templomot segélyez. Nagy súlyt helyez arra, hogy a kegyurasága alá tartozó plébániákra csakis hazafias érzelmű gör. kath. papok terjesztessenek elő kinevezésre. Hét iskolát támogat anyagilag s a birtokaiba eső községek lakosait, csapás vagy inség esetén, mindenképen segíti. Felemlítésre méltó, hogy mostani két jószágfelügyelőjének: Haidinger Istvánnak és Ottónak, már az atyjuk is, 1846-tól 1884-ig, az egész herczegi uradalom jószágigazgatója volt. Ennek halála után a herczeg az uradalmat ketté választotta és dubravai uradalom s butkai uradalom néven, volt igazgatója fiainak vezetésére bízta. 1879-ben nagy éhinség volt e vidéken, de az uradalom bőkezűen segítette a nyomorgókat. Van itt gör. kath. templom, mely újabban, 1894-ben épült.”
1920 előtt Zemplén vármegye Szinnai járásához tartozott, majd az újonnan létrehozott csehszlovák államhoz csatolták. 1939 és 1945 között ismét Magyarország része.

## Népessége
| Év:            | 1994. | 2004.   | 2014.    | 2024.   |
| -------------- | ----- | ------- | -------- | ------- |
| Emberek száma: | 271   | 279     | 231      | 209     |
| Eltérés:       |       | +2,95 % | -17,20 % | -9,52 % |

| Év:            | 2023. | 2024.   |
| -------------- | ----- | ------- |
| Emberek száma: | 202   | 209     |
| Eltérés:       |       | +3,46 % |

1910-ben 295, túlnyomórészt ruszin anyanyelvű lakosa volt.
2001-ben 286 lakosából 243 szlovák, 31 ruszin, 9 ukrán volt.
2011-ben 240 lakosából 158 szlovák és 65 ruszin volt.

## Nevezetességei
- A község közepén szép parkkal övezett, 1763-ban épített későbarokk kastély áll. Ma szociális otthonként működik.
- A Szentlélek tiszteletére szentelt, görögkatolikus temploma a korábbi fatemplom helyén, 1891-ben épült.
- 500 éves védett tölgyfa.